# Gmina Łękawica
Die Gmina Łękawica [wɛnkaˈvit͡sa] ist eine Landgemeinde im Powiat Żywiecki der Woiwodschaft Schlesien in Polen. Ihr Sitz ist das gleichnamige Dorf mit etwa 2200 Einwohnern.

## Geographie
Die Gemeinde liegt im Süden der Woiwodschaft und grenzt an die Kreisstadt Żywiec (deutsch Saybusch). Die weiteren Nachbargemeinden sind Gmina Andrychów, Czernichów, Gilowice, Porąbka und Ślemień.
Das Gemeindegebiet hat eine Fläche von 42,8 km², davon werden 30 Prozent land- und 67 Prozent forstwirtschaftlich genutzt. Es liegt im Saybuscher Becken vor den Kleinen Beskiden (Beskid Mały). Zu den Fließgewässern gehört die Kocierka.

## Geschichte
Die Landgemeinde wurde 1973 aus Gromadas neu gebildet. Drei Jahre später wurde sie mit Nachbargemeinden zur Gmina Gilowice-Ślemień zusammengelegt und 1991 wieder herausgelöst. Sie gehörte zur Woiwodschaft Krakau und kam 1975 zur Woiwodschaft Bielsko-Biała, der Powiat wurde aufgelöst. Zum 1. Januar 1999 kam die Gemeinde zur Woiwodschaft Schlesien und wieder zum Powiat Żywiecki.

## Gliederung
Die Landgemeinde Łękawica besteht aus fünf Dörfern mit einem Schulzenamt (sołectwo):
- Kocierz Moszczanicki
- Kocierz Rychwałdzki
- Łękawica
- Łysina
- Okrajnik